# Дзержинський Микола Едуардович
Мико́ла Едуа́рдович Дзержи́нський (*8 вересня 1957, Бахмач) — Доктор біологічних наук, професор, завідувач кафедри цитології, гістології та біології розвитку біологічного факультету КНУ ім. Шевченка
Закінчив біологічний факультет Київського державного університету ім. Т. Г. Шевченка у 1980 р., а потім аспірантуру при кафедрі цитології, гістології та біології розвитку.
У Київському національному університеті працює з 1983 р. мол. наук. співр. лабораторії генетики індивідуального розвитку біол. факультету, з 1987 р. — асистент., з 1990 р. — доцент, з 1997 р. — завідувач кафедри цитології, гістології та біології розвитку біологічного факультету. У 2001 р. отримав звання професора. У 1989 — 1998 рр. працював заступником декана з навчальної роботи біол. факультету. Читає нормативні і спеціальні курси «Біологія розвитку», «Загальна цитологія та гістологія», «Теорія еволюції», «Хронобіологія».
Напрямок наукових інтересів — гістофізіологія нейроімуноендокринних міжсистемних взаємодій у тварин. Результати наукових досліджень представлені на багатьох вітчизняних та міжнародних форумах, вони є теоретичним підґрунтям для розробки сучасних технологій регуляції розмноження тварин. Йому вдалося закріпити й зміцнити позиції кафедри як провідного осередка в Україні з підготовки висококваліфікованих фахівців-морфологів, дослідників мікроскопічної будови та функцій живих організмів.
Є заступником голови спец. вченої ради Д.26.001.38 по захисту дисертацій Київ. нац. університету ім. Т. Шевченка, член спец. вченої ради з морфологічних дисциплін Д.26.003.06 Київ. мед. університету ім. О. Богомольця.
Член редколегій фахових журналів «Фізіологія нейровегетативних функцій» та «Фізика живого». Член Європейської асоціації порівняльної ендокринології та Міжнар. нейроендокринологічної федерації.

## Публікації
Автор близько 200 наукових та науково-методичних робіт.
Основні праці:
1. Монографія «Нейроендокринна регуляція сезонного циклу розмноження птахів» (К.: Вид-во «Сільгоспосвіта», 1996 — 282 с.).
2. Навч. посібник до лабораторних занять з курсу «Загальна цитологія та гістологія» (К.: ВПЦ «Київ. університет». 2002. — 294 с.).
3. Навч. посібник «Загальна цитологія та гістологія» (К.: ВПЦ «Київ. університет», 2006.- 272с.) до лабораторних занять із курсу «Загальна цитологія та гістологія» (К.: «Фітосоціоцентр», 2006. — 256 с.).
4. Дзержинський Микола Едуардович. Нейроендокринна регуляція морфофункціонального дозрівання і циклічної роботи гіпоталамо-гіпофізарно-гонадної та гіпоталамо- гіпофізарно- тиреоїдної систем: Дис… д-ра біол. наук: 03.00.11 / Київський ун-т ім. Тараса Шевченка. — К., 1997. — 298л.